# 대전컨벤션센터
대전컨벤션센터(大田컨벤션센터, DCC)는 대전관광공사가 운영하는 종합전시시설이다.

## 개요
대전컨벤션센터는 1993년 세계 박람회가 개최되었던 도룡동 인근에 소재해 있으며, 2008년 4월 21일 개관하였다. 컨벤션센터는 3개 층에 전시홀 4개관, 중규모 회의시설 4개소, 소규모 회의시설 3개소, 중대형 컨퍼런스 홀 1개관, 종합연회시설(그랜드볼룸) 1개소로 이루어져 있다. 종합연회시설은 필요시 전시홀로 전용이 가능하다.
대전컨벤션센터는 매월 10~40여개의 전시회를 진행하며, 2009년에는 국제우주대회, 
2010년에는 IMF 아시아 지역 총회와 국제원자력기구 총회를 유치하기도 하였으며 2012년 5월에는 세계조리사대회[WACS]와 국제소믈리에협회 총회[ASI]가 개최되었다.
대전컨벤션센터를 운영했던 대전컨벤션뷰로는 지방공사 대전엑스포과학공원과 통합한 대전마케팅공사가 설립되면서 해산되었고, 권리의무는 대전마케팅공사로 양도양수되어 현재는 대전마케팅공사가 직접 운영하고 있다.

## 제2전시장 신축

대전컨벤션센터 제2전시장

제2전시장은 연면적 4만 9,754m2(지하2층∼지상3층) 규모로, 총사업비 1,091억 원, 2022년 3월 29일 준공되었다. (구)대전무역전시관 자리다.

## 같이 보기
- 대전관광공사
- 엑스포과학공원
- 대전무역전시관 : 대전국제전시컨벤션센터로  재건축